# Kostel svatého Jiljí (Bulhary)
Kostel svatého Jiljí je římskokatolický farní kostel v Bulharech. Je chráněn jako kulturní památka. Jde o farní kostel farnosti Bulhary.

## Historie
V Lichtenštejnském urbáři z roku 1414 je zmínka o děkanu bulharském, takže není zcela vyloučeno, že už tehdy měla ves jako jiné v okolí svůj kostel; ten snad zanikl při vypálení obce husity v roce 1426. První zaručená zmínka o pozdně gotickém kostele v obci je z roku 1582, kdy olomoucký biskup Stanislav Pavlovský vysvětil kostel spolu s hřbitovem, který se však do dnešní doby nezachoval. Tento kostel byl v roce 1770 rozebrán a znovu postaven (architekt Jan Karel Hromádko) v roce 1772, aby stačil potřebám rozrůstající se obce. V roce 1968 byla opravena fasáda kostela, v roce 1973 fasáda věže a poslední opravy byly dokončeny v roce 2011.

## Bohoslužby
Bohoslužby se konají pravidelně, každou sudou sobotu v 17 hodin.

## Okolí kostela
Za kostelem je památník obětem 1. a 2. světové války.

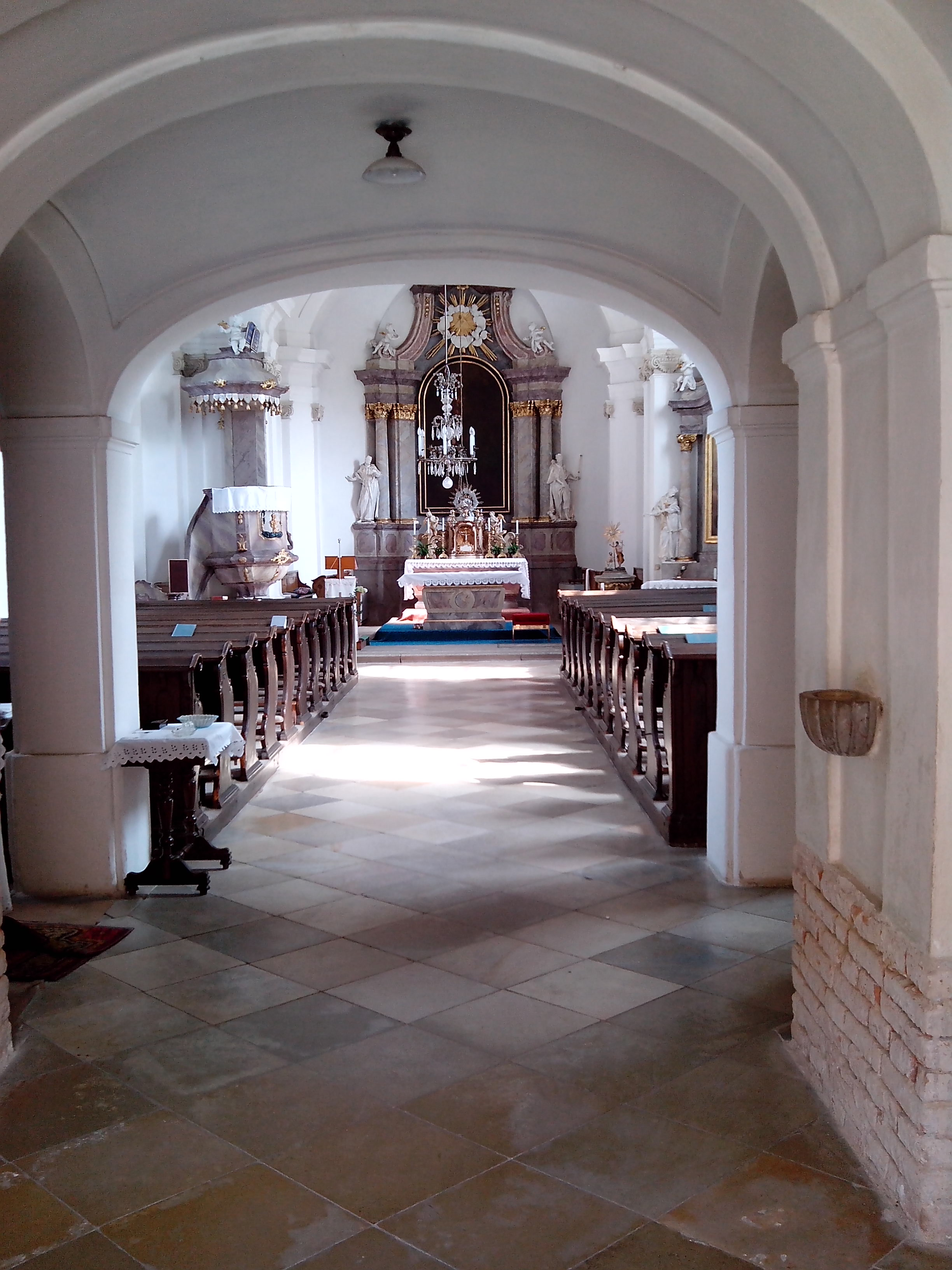
Interiér kostela
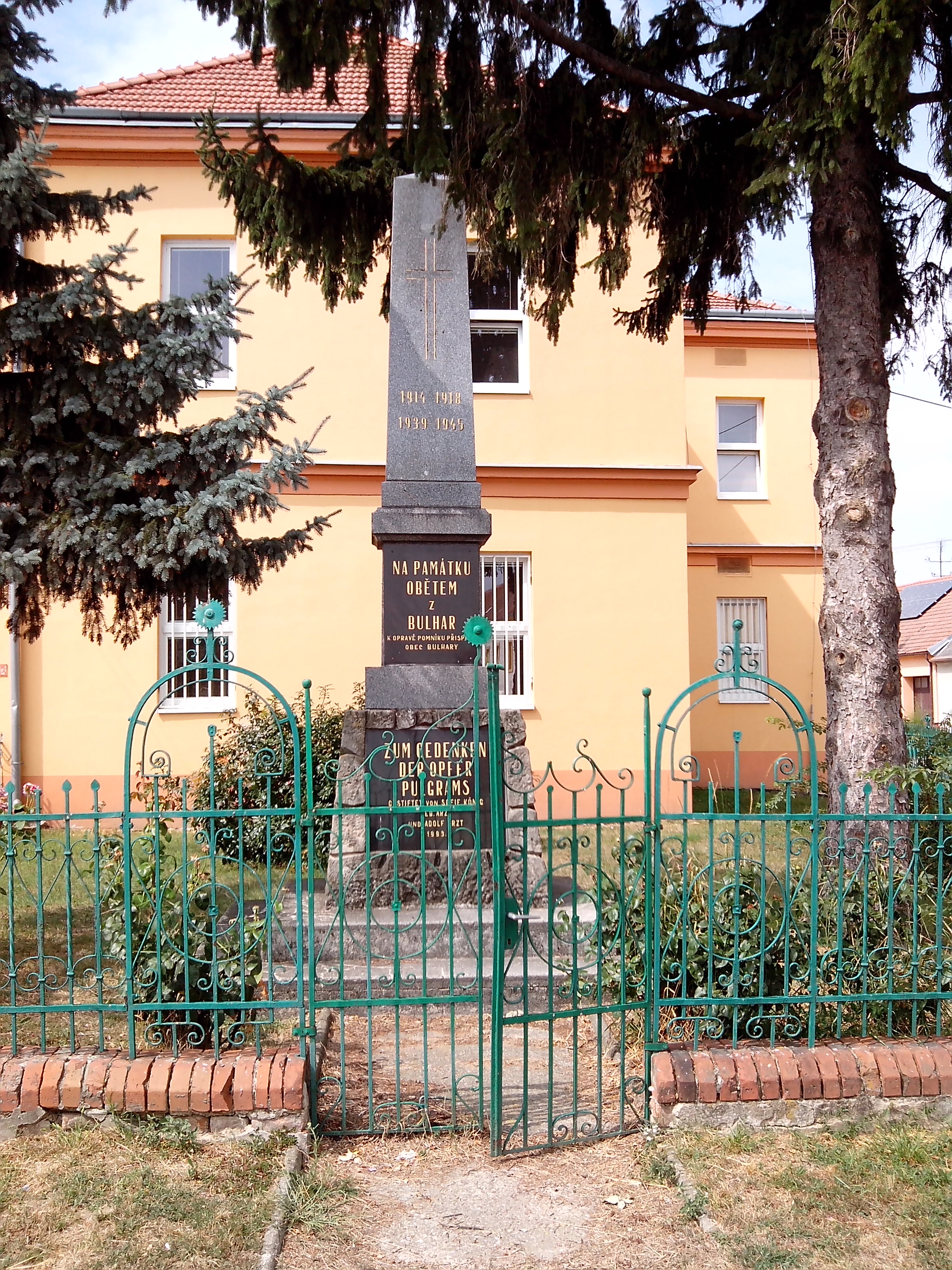
Památník obětem válek